# Římskokatolická farnost Hrabětice
Římskokatolická farnost Hrabětice je územní společenství římských katolíků s farním kostelem svatého Antonína Paduánského ve znojemském děkanství. Do farnosti patří obce Hrabětice a Šanov.

## Historie farnosti
V roce 1698 byla v obci postavena kaple. Hrabětice byly v této době „přifařeny“ k nedalekému městečku Hrušovany nad Jevišovkou. Obec se však postupně rozrůstala, kaple nestačila požadavkům věřících, proto také bylo rozhodnuto, že v Hraběticích bude zřízena tzv. lokálie. V obci bydlel kněz a samostatně byly vedeny i zdejší matriky. Přístavbou v roce 1859 dostal kostel již dnešní podobu. Ve stejném roce byla zřízena samostatná farnost – vyčleněním obcí Hrabětice a Šanov z hrušovanské farnosti.

## Duchovní správci
Administrátorem excurrendo je od 15. září 2010 R. D. Mgr. Jan Pouchlý.

## Bohoslužby
| Kostel                       | Místo     | Bohoslužba (den) | Hodina     | Poznámka     |
| ---------------------------- | --------- | ---------------- | ---------- | ------------ |
| svatého Antonína Paduánského | Hrabětice | neděle středa    | 9.00 17.30 | Farní kostel |

## Aktivity ve farnosti
Dnem vzájemných modliteb farností za bohoslovce a bohoslovců za farnosti brněnské diecéze je 15. prosinec. Adorační den připadá na 6. červen.
Ve farnosti se pravidelně koná tříkrálová sbírka. V roce 2015 se při ní vybralo v Hraběticích 6 815 korun, v Šanově 18 166 korun. V roce 2017 činil její výtěžek v Hraběticích 9 971 a v Šanově 13 983 korun.